# Österrike i olympiska sommarspelen 2020
Österrike deltog med en trupp på 75 idrottare vid de olympiska sommarspelen 2020 i Tokyo. Totalt vann de en guldmedalj, en silvermedalj och fem bronsmedaljer.

## Medaljer
| Medalj | Namn                | Sport          | Gren                              | Datum          |
| ------ | ------------------- | -------------- | --------------------------------- | -------------- |
| 1      | Anna Kiesenhofer    | Cykling        | Damernas linjelopp                | 25 juli 2021   |
| 2      | Michaela Polleres   | Judo           | Damernas mellanvikt (70 kg)       | 28 juli 2021   |
| 3      | Lukas Weißhaidinger | Friidrott      | Herrarnas diskuskastning          | 31 juli 2021   |
| 3      | Shamil Borchashvili | Judo           | Herrarnas halv mellanvikt (81 kg) | 27 juli 2021   |
| 3      | Bettina Plank       | Karate         | Damernas 55 kg                    | 5 augusti 2021 |
| 3      | Magdalena Lobnig    | Rodd           | Damernas singelsculler            | 30 juli 2021   |
| 3      | Jakob Schubert      | Sportklättring | Herrarnas kombination             | 5 augusti 2021 |

## Badminton
| Spelare     | Gren       | Gruppspel                      | Gruppspel                       | Gruppspel | Eliminering       | Kvartsfinal       | Semifinal         | Final / BM        | Final / BM       |
| Spelare     | Gren       | Motståndare Poäng              | Motståndare Poäng               | Placering | Motståndare Poäng | Motståndare Poäng | Motståndare Poäng | Motståndare Poäng | Placering        |
| ----------- | ---------- | ------------------------------ | ------------------------------- | --------- | ----------------- | ----------------- | ----------------- | ----------------- | ---------------- |
| Luka Wraber | Herrsingel | Axelsen (DEN) L (12–21, 11–21) | Koljonen (FIN) L (13–21, 17–21) | 3         | Gick inte vidare  | Gick inte vidare  | Gick inte vidare  | Gick inte vidare  | Gick inte vidare |

## Bordtennis
| Spelare                          | Gren                | Inledande omgång     | Omgång 1             | Omgång 2               | Omgång 3             | Åttondelsfinal             | Kvartsfinal          | Semifinal            | Final / BM           | Final / BM       |
| Spelare                          | Gren                | Motståndare Resultat | Motståndare Resultat | Motståndare Resultat   | Motståndare Resultat | Motståndare Resultat       | Motståndare Resultat | Motståndare Resultat | Motståndare Resultat | Placering        |
| -------------------------------- | ------------------- | -------------------- | -------------------- | ---------------------- | -------------------- | -------------------------- | -------------------- | -------------------- | -------------------- | ---------------- |
| Robert Gardos                    | Herrsingel          | Bye                  | Bye                  | Drinkhall (GBR) L 1–4  | Gick inte vidare     | Gick inte vidare           | Gick inte vidare     | Gick inte vidare     | Gick inte vidare     | Gick inte vidare |
| Daniel Habesohn                  | Herrsingel          | Bye                  | Bye                  | Chew (SGP) W 4–1       | Freitas (POR) L 3–4  | Gick inte vidare           | Gick inte vidare     | Gick inte vidare     | Gick inte vidare     | Gick inte vidare |
| Liu Jia                          | Damsingel           | Zaza (SYR) W 4–0     | Haponova (UKR) W 4–2 | Michajlova (ROC) W 4–3 | Díaz (PUR) W 4–0     | Jeon J-h (KOR) L 1–4       | Gick inte vidare     | Gick inte vidare     | Gick inte vidare     | Gick inte vidare |
| Sofia Polcanova                  | Damsingel           | Bye                  | Bye                  | Bye                    | Batra (IND) W 4–0    | Ishikawa (JPN) L 0–4       | Gick inte vidare     | Gick inte vidare     | Gick inte vidare     | Gick inte vidare |
| Liu Jia Liu Yuan Sofia Polcanova | Damernas lagtävling | i.u.                 | i.u.                 | i.u.                   | i.u.                 | Kina L 0–3                 | Gick inte vidare     | Gick inte vidare     | Gick inte vidare     | Gick inte vidare |
| Stefan Fegerl Sofia Polcanova    | Mixeddubbel         | i.u.                 | i.u.                 | i.u.                   | i.u.                 | Mizutani / Ito (JPN) L 1–4 | Gick inte vidare     | Gick inte vidare     | Gick inte vidare     | Gick inte vidare |

## Cykling

### Landsväg
| Cyklist             | Gren                | Tid        | Placering |
| ------------------- | ------------------- | ---------- | --------- |
| Patrick Konrad      | Herrarnas linjelopp | 6:09.04    | 18        |
| Patrick Konrad      | Herrarnas tempolopp | 1:02.05,08 | 31        |
| Gregor Mühlberger   | Herrarnas linjelopp | 6:21.46    | 70        |
| Hermann Pernsteiner | Herrarnas linjelopp | 6:13.17    | 30        |
| Anna Kiesenhofer    | Damernas linjelopp  | 3:52.45    | 1         |

### Bana
Omnium
| Cyklist        | Gren             | Scratch-lopp | Scratch-lopp | Tempolopp | Tempolopp | Elimineringslopp | Elimineringslopp | Poänglopp        | Poänglopp        | Totalt | Placering |
| Cyklist        | Gren             | Placering    | Poäng        | Placering | Poäng     | Placering        | Poäng            | Placering        | Poäng            | Totalt | Placering |
| -------------- | ---------------- | ------------ | ------------ | --------- | --------- | ---------------- | ---------------- | ---------------- | ---------------- | ------ | --------- |
| Andreas Müller | Herrarnas omnium | 19           | 4            | 19        | 4         | 20               | 2                | Gick inte vidare | Gick inte vidare | 10     | 18        |

Madison
| Cyklist                     | Gren              | Poäng | Varv | Placering |
| --------------------------- | ----------------- | ----- | ---- | --------- |
| Andreas Graf Andreas Müller | Herrarnas madison | DNF   | DNF  | 12        |

### Mountainbike
| Cyklist          | Gren                  | Tid     | Placering |
| ---------------- | --------------------- | ------- | --------- |
| Maximilian Foidl | Herrarnas terränglopp | 1:28.45 | 17        |
| Laura Stigger    | Damernas terränglopp  | DNF     | DNF       |

## Friidrott
Förkortningar
- Notera– Placeringar avser endast det specifika heatet.
- Q = Tog sig vidare till nästa omgång
- q = Tog sig vidare till nästa omgång som den snabbaste förloraren eller, i teknikgrenarna, genom placering utan att nå kvalgränsen
- i.u. = Omgången fanns inte i grenen
- Bye = Idrottaren behövde inte tävla i omgången

Gång- och löpgrenar
| Idrottare       | Gren              | Heat     | Heat      | Semifinal  | Semifinal | Final            | Final            |
| Idrottare       | Gren              | Resultat | Placering | Resultat   | Placering | Resultat         | Placering        |
| --------------- | ----------------- | -------- | --------- | ---------- | --------- | ---------------- | ---------------- |
| Susanne Walli   | Damernas 400 m    | 52,19    | 3 Q       | 51,52 0PB0 | 6         | Gick inte vidare | Gick inte vidare |
| Peter Herzog    | Herrarnas maraton | i.u.     | i.u.      | i.u.       | i.u.      | 2:22.15          | 61               |
| Lemawork Ketema | Herrarnas maraton | i.u.     | i.u.      | i.u.       | i.u.      | DNF              | DNF              |

Teknikgrenar
| Idrottare           | Gren                     | Kval    | Kval      | Final            | Final            |
| Idrottare           | Gren                     | Distans | Placering | Distans          | Placering        |
| ------------------- | ------------------------ | ------- | --------- | ---------------- | ---------------- |
| Lukas Weißhaidinger | Herrarnas diskuskastning | 64,77   | 5 q       | 67,07            | 3                |
| Victoria Hudson     | Damernas spjutkastning   | 58,60   | 21        | Gick inte vidare | Gick inte vidare |

Mångkamp – Damernas sjukamp
| Idrottare      | Gren     | 100H  | HH         | KS         | 200 m      | LH        | SK         | 800 m        | Totalt    | Placering |
| -------------- | -------- | ----- | ---------- | ---------- | ---------- | --------- | ---------- | ------------ | --------- | --------- |
| Ivona Dadic    | Resultat | 13,61 | 1,83 =0PB0 | 14,10 0SB0 | 24,33 0SB0 | 6,11 0SB0 | 48,40 0SB0 | 2.15,10 0SB0 | 6403 0SB0 | 8         |
| Ivona Dadic    | Poäng    | 1034  | 1016       | 801        | 949        | 883       | 829        | 891          | 6403 0SB0 | 8         |
| Verena Preiner | Resultat | 13,65 | 1,77 =0SB0 | 13,59      | 24,55 0SB0 | 6,12      | 44,95      | 2.07,92      | 6310 0SB0 | 11        |
| Verena Preiner | Poäng    | 1028  | 941        | 767        | 929        | 887       | 763        | 995          | 6310 0SB0 | 11        |

## Golf
Bernd Wiesberger kvalificerade sig för spel, men valde att inte deltaga i OS.
| Spelare         | Gren              | Omgång 1 | Omgång 2 | Omgång 3 | Omgång 4 | Totalt | Totalt   | Totalt    |
| Spelare         | Gren              | Poäng    | Poäng    | Poäng    | Poäng    | Poäng  | Från par | Placering |
| --------------- | ----------------- | -------- | -------- | -------- | -------- | ------ | -------- | --------- |
| Matthias Schwab | Herrarnas tävling | 69       | 69       | 70       | 67       | 275    | −9       | T27       |
| Sepp Straka     | Herrarnas tävling | 63       | 71       | 68       | 68       | 270    | −14      | T10       |
| Christine Wolf  | Damernas tävling  | 71       | 72       | 81       | 73       | 297    | +13      | 56        |

## Gymnastik

### Artistisk
| Gymnast        | Gren                           | Kval    | Kval    | Kval    | Kval    | Kval   | Kval      | Final            | Final            | Final            | Final            | Final            | Final            |
| Gymnast        | Gren                           | Redskap | Redskap | Redskap | Redskap | Totalt | Placering | Redskap          | Redskap          | Redskap          | Redskap          | Totalt           | Placering        |
| Gymnast        | Gren                           | H       | Ba      | Bo      | F       | Totalt | Placering | H                | Ba               | Bo               | F                | Totalt           | Placering        |
| -------------- | ------------------------------ | ------- | ------- | ------- | ------- | ------ | --------- | ---------------- | ---------------- | ---------------- | ---------------- | ---------------- | ---------------- |
| Elisa Hämmerle | Damernas individuella mångkamp | 12,533  | 12,600  | 11,800  | 12,000  | 48,933 | 66        | Gick inte vidare | Gick inte vidare | Gick inte vidare | Gick inte vidare | Gick inte vidare | Gick inte vidare |

## Judo
| Idrottare           | Gren                               | Omgång 1             | Omgång 2                 | Omgång 3                          | Kvartsfinal               | Semifinal                 | Återkval             | Final / BM             | Final / BM       |
| Idrottare           | Gren                               | Motståndare Resultat | Motståndare Resultat     | Motståndare Resultat              | Motståndare Resultat      | Motståndare Resultat      | Motståndare Resultat | Motståndare Resultat   | Placering        |
| ------------------- | ---------------------------------- | -------------------- | ------------------------ | --------------------------------- | ------------------------- | ------------------------- | -------------------- | ---------------------- | ---------------- |
| Shamil Borchashvili | Herrarnas halv mellanvikt (−81 kg) | Bye                  | Egutidze (POR) W 011–001 | Muki (ISR) W 012–002              | Boltaboev (UZB) W 012–002 | Mollaei (MGL) L 000–100   | bye                  | Ressel (GER) W 101–000 | 3                |
| Stephan Hegyi       | Herrarnas tungvikt (+100 kg)       | i.u.                 | Riner (FRA) L 001–100    | Gick inte vidare                  | Gick inte vidare          | Gick inte vidare          | Gick inte vidare     | Gick inte vidare       | Gick inte vidare |
| Sabrina Filzmoser   | Damernas lättvikt (−57 kg)         | i.u.                 | Verhagen (NED) L 002–100 | Gick inte vidare                  | Gick inte vidare          | Gick inte vidare          | Gick inte vidare     | Gick inte vidare       | Gick inte vidare |
| Magdalena Krssakova | Damernas halv mellanvikt (−63 kg)  | i.u.                 | Yang Jx (CHN) W 100–001  | Beauchemin-Pinard (CAN) L 000–100 | Gick inte vidare          | Gick inte vidare          | Gick inte vidare     | Gick inte vidare       | Gick inte vidare |
| Michaela Polleres   | Damernas mellanvikt (−70 kg)       | i.u.                 | Fletcher (IRL) W 011–002 | Kim S-y (KOR) W 012–001           | Matić (CRO) W 011–000     | van Dijke (NED) W 011–000 | Bye                  | Arai (JPN) L 001–010   | 2                |
| Bernadette Graf     | Damernas halv tungvikt (−78 kg)    | i.u.                 | Ma Zz (CHN) W 101–000    | Malonga (FRA) W 000–110           | Gick inte vidare          | Gick inte vidare          | Gick inte vidare     | Gick inte vidare       | Gick inte vidare |

## Kanotsport

### Slalom
| Kanotist            | Gren          | Heat   | Heat      | Heat   | Heat      | Heat   | Heat      | Semifinal | Semifinal | Final            | Final            |
| Kanotist            | Gren          | Åk 1   | Placering | Åk 2   | Placering | Bästa  | Placering | Tid       | Placering | Tid              | Placering        |
| ------------------- | ------------- | ------ | --------- | ------ | --------- | ------ | --------- | --------- | --------- | ---------------- | ---------------- |
| Felix Oschmautz     | Herrarnas K-1 | 94,10  | 8         | 92,18  | 7         | 92,18  | 7 Q       | 98,42     | 9 Q       | 98,79            | 4                |
| Nadine Weratschnig  | Damernas C-1  | 112,47 | 4         | 115,56 | 10        | 112,47 | 6         | 119,69    | 7         | 119,41           | 5                |
| Viktoria Wolffhardt | Damernas K-1  | 114,63 | 14        | 112,28 | 15        | 112,28 | 16 Q      | 112,11    | 11        | Gick inte vidare | Gick inte vidare |

## Karate
| Idrottare     | Gren           | Gruppspel            | Gruppspel               | Gruppspel            | Gruppspel            | Gruppspel | Semifinal            | Final                | Final     |
| Idrottare     | Gren           | Motståndare Resultat | Motståndare Resultat    | Motståndare Resultat | Motståndare Resultat | Placering | Motståndare Resultat | Motståndare Resultat | Placering |
| ------------- | -------------- | -------------------- | ----------------------- | -------------------- | -------------------- | --------- | -------------------- | -------------------- | --------- |
| Bettina Plank | Damernas 55 kg | Miyahara (JPN) L 2–6 | Zhangbyrbay (KAZ) W 4–3 | Terljuha (UKR) D 0–0 | Sayed (EGY) W 3–1    | 2 Q       | Goranova (BUL) L 3–4 | Gick inte vidare     | 3         |

## Konstsim
| Idrottare                             | Gren  | Tekniskt | Tekniskt  | Fritt (kval) | Fritt (kval)              | Fritt (kval) | Fritt (final) | Fritt (final)             | Fritt (final) |
| Idrottare                             | Gren  | Poäng    | Placering | Poäng        | Totalt (tekniskt + fritt) | Placering    | Poäng         | Totalt (tekniskt + fritt) | Placering     |
| ------------------------------------- | ----- | -------- | --------- | ------------ | ------------------------- | ------------ | ------------- | ------------------------- | ------------- |
| Anna-Maria Alexandri Eirini Alexandri | Duett | 90,3773  | 7         | 90,5000      | 180,8773                  | 7 Q          | 91,8000       | 182,1773                  | 7             |

## Modern femkamp
| Idrottare       | Gren              | Fäktning (värja) | Fäktning (värja) | Fäktning (värja) | Fäktning (värja) | Simning (200 m frisim) | Simning (200 m frisim) | Simning (200 m frisim) | Ridning (banhoppning) | Ridning (banhoppning) | Ridning (banhoppning) | Kombinerat: skytte/löpning (10 m luftpistol)/(3 200 m) | Kombinerat: skytte/löpning (10 m luftpistol)/(3 200 m) | Kombinerat: skytte/löpning (10 m luftpistol)/(3 200 m) | Totalt | Placering |
| Idrottare       | Gren              | RR               | BR               | Placering        | Poäng            | Tid                    | Placering              | Poäng                  | Tid                   | Placering             | Poäng                 | Tid                                                    | Placering                                              | Poäng                                                  | Totalt | Placering |
| --------------- | ----------------- | ---------------- | ---------------- | ---------------- | ---------------- | ---------------------- | ---------------------- | ---------------------- | --------------------- | --------------------- | --------------------- | ------------------------------------------------------ | ------------------------------------------------------ | ------------------------------------------------------ | ------ | --------- |
| Gustav Gustenau | Herrarnas tävling | 18-17            | 2                | 14               | 208              | 1.56,93                | 4                      | 317                    | 80,11                 | 1                     | 300                   | 11.47,97                                               | 29                                                     | 593                                                    | 1420   | 16        |

## Ridsport

### Dressyr
Den 11 juni 2021 blev Victoria Max-Theurer, Florian Bacher och Christian Schumach uttagna i Österrikes OS-lag i dressyr.
| Ryttare                                                | Häst       | Gren         | Grand Prix  | Grand Prix  | Grand Prix Special | Grand Prix Special | Grand Prix Freestyle | Grand Prix Freestyle | Totalt           | Totalt           |
| Ryttare                                                | Häst       | Gren         | Poäng       | Placering   | Poäng              | Placering          | Tekniskt             | Artistiskt           | Poäng            | Placering        |
| ------------------------------------------------------ | ---------- | ------------ | ----------- | ----------- | ------------------ | ------------------ | -------------------- | -------------------- | ---------------- | ---------------- |
| Florian Bacher                                         | Fidertraum | Individuellt | 69,813      | 30          | i.u.               | i.u.               | Gick inte vidare     | Gick inte vidare     | Gick inte vidare | Gick inte vidare |
| Victoria Max-Theurer                                   | Abegglen   | Individuellt | Drog sig ur | Drog sig ur | i.u.               | i.u.               | Gick inte vidare     | Gick inte vidare     | Gick inte vidare | Gick inte vidare |
| Christian Schumach                                     | Te Quiero  | Individuellt | 70,900      | 21          | i.u.               | i.u.               | Gick inte vidare     | Gick inte vidare     | Gick inte vidare | Gick inte vidare |
| Florian Bacher Victoria Max-Theurer Christian Schumach | Se ovan    | Lagtävling   | Utslagna    | Utslagna    | Gick inte vidare   | Gick inte vidare   | i.u.                 | i.u.                 | Gick inte vidare | Gick inte vidare |

Teckenförklaring: Q = Kvalificerad för finalen; q = Kvalificerad för finalen som lucky loser

### Fälttävlan
Katrin Khoddam-Hazrati och hästen Cosma blev tvunga att dra sig ur tävlingen kort innan start.
| Ryttare                | Häst          | Gren         | Dressyr     | Dressyr     | Terrängbana | Terrängbana | Terrängbana | Hoppning    | Hoppning    | Hoppning    | Hoppning    | Totalt      | Totalt      |
| Ryttare                | Häst          | Gren         | Dressyr     | Dressyr     | Terrängbana | Terrängbana | Terrängbana | Kval        | Kval        | Kval        | Final       | Totalt      | Totalt      |
| Ryttare                | Häst          | Gren         | Straff      | Placering   | Straff      | Totalt      | Placering   | Straff      | Totalt      | Placering   | Straff      | Straff      | Placering   |
| ---------------------- | ------------- | ------------ | ----------- | ----------- | ----------- | ----------- | ----------- | ----------- | ----------- | ----------- | ----------- | ----------- | ----------- |
| Lea Siegl              | Fighting Line | Individuellt | 32,60       | 28          | 2,40        | 35,00       | 16          | 4,00        | 39,00       | 17          | 8,00        | 47,00       | 15          |
| Katrin Khoddam-Hazrati | Cosma         | Individuellt | Drog sig ur | Drog sig ur | Drog sig ur | Drog sig ur | Drog sig ur | Drog sig ur | Drog sig ur | Drog sig ur | Drog sig ur | Drog sig ur | Drog sig ur |

## Rodd
| Roddare                              | Gren                             | Heat    | Heat      | Återkval | Återkval  | Kvartsfinal | Kvartsfinal | Semifinal | Semifinal | Final   | Final     |
| Roddare                              | Gren                             | Tid     | Placering | Tid      | Placering | Tid         | Placering   | Tid       | Placering | Tid     | Placering |
| ------------------------------------ | -------------------------------- | ------- | --------- | -------- | --------- | ----------- | ----------- | --------- | --------- | ------- | --------- |
| Magdalena Lobnig                     | Damernas singelsculler           | 7.37,91 | 1 QF      | Bye      | Bye       | 7.58,20     | 1 SA/B      | 7.25,59   | 3 FA      | 7.19,72 | 3         |
| Louisa Altenhuber Valentina Cavallar | Damernas lättvikts-dubbelsculler | 7.26,22 | 5 R       | 7.42,31  | 4 FC      | i.u.        | i.u.        | Bye       | Bye       | 7.15,25 | 14        |

Teckenförklaring: FA= A-final (medalj); FB=B-final (ingen medalj); FC= C-final (ingen medalj); FD= D-final (ingen medalj); FE=E-final (ingen medalj); FF=F-final (ingen medalj); SA/B=Semifinal A/B; SC/D=Semifinal C/D; SE/F=Semifinal E/F; QF=Kvartsfinal; R=Återkval

## Segling
| Seglare                        | Gren             | Race | Race | Race | Race | Race | Race | Race | Race | Race | Race | Race | Race | Race | Poäng | Placering |
| Seglare                        | Gren             | 1    | 2    | 3    | 4    | 5    | 6    | 7    | 8    | 9    | 10   | 11   | 12   | M*   | Poäng | Placering |
| ------------------------------ | ---------------- | ---- | ---- | ---- | ---- | ---- | ---- | ---- | ---- | ---- | ---- | ---- | ---- | ---- | ----- | --------- |
| Benjamin Bildstein David Hussl | Herrarnas 49er   | 10   | 17   | 6    | 4    | 9    | 9    | 10   | 5    | 16   | 7    | 15   | 13   | EL   | 104   | 10        |
| Lorena Abicht Tanja Frank      | Damernas 49er FX | 11   | 13   | 9    | 11   | 12   | DNF  | 19   | 7    | 9    | 17   | 16   | 20   | EL   | 144   | 17        |
| Thomas Zajac Barbara Matz      | Mixed i nacra 17 | 3    | 10   | 8    | 14   | 13   | 5    | 12   | 13   | 9    | 4    | 12   | 11   | EL   | 100   | 11        |

M = Medaljrace; EL = Utslagen – gick inte vidare till medaljracet

## Simning
Herrar
| Simmare               | Gren            | Heat         | Heat      | Semifinal        | Semifinal        | Final            | Final            |
| Simmare               | Gren            | Tid          | Placering | Tid              | Placering        | Tid              | Placering        |
| --------------------- | --------------- | ------------ | --------- | ---------------- | ---------------- | ---------------- | ---------------- |
| Felix Auböck          | 400 m frisim    | 3.43,91      | 2 Q       | i.u.             | i.u.             | 3.44,07          | 4                |
| Felix Auböck          | 800 m frisim    | 7.45,73 0NR0 | 4 Q       | i.u.             | i.u.             | 7.49,14          | 7                |
| Felix Auböck          | 1 500 m frisim  | 14.51,88     | 7 Q       | i.u.             | i.u.             | 15.03,47         | 7                |
| Simon Bucher          | 100 m fjärilsim | 52,52        | =37       | Gick inte vidare | Gick inte vidare | Gick inte vidare | Gick inte vidare |
| Heiko Gigler          | 50 m frisim     | 22,17        | 22        | Gick inte vidare | Gick inte vidare | Gick inte vidare | Gick inte vidare |
| Bernhard Reitshammer  | 100 m ryggsim   | 55,26        | 35        | Gick inte vidare | Gick inte vidare | Gick inte vidare | Gick inte vidare |
| Bernhard Reitshammer  | 100 m bröstsim  | 1.00,41      | 30        | Gick inte vidare | Gick inte vidare | Gick inte vidare | Gick inte vidare |
| Bernhard Reitshammer  | 200 m medley    | 1.59,56      | 32        | Gick inte vidare | Gick inte vidare | Gick inte vidare | Gick inte vidare |
| Christopher Rothbauer | 200 m bröstsim  | 2.13,19      | 28        | Gick inte vidare | Gick inte vidare | Gick inte vidare | Gick inte vidare |

Damer
| Simmare        | Gren           | Heat     | Heat      | Semifinal        | Semifinal        | Final            | Final            |
| Simmare        | Gren           | Tid      | Placering | Tid              | Placering        | Tid              | Placering        |
| -------------- | -------------- | -------- | --------- | ---------------- | ---------------- | ---------------- | ---------------- |
| Lena Grabowski | 100 m ryggsim  | 1.01,80  | 29        | Gick inte vidare | Gick inte vidare | Gick inte vidare | Gick inte vidare |
| Lena Grabowski | 200 m ryggsim  | 2.09,77  | 10 Q      | 2.10,10          | 12               | Gick inte vidare | Gick inte vidare |
| Marlene Kahler | 400 m frisim   | 4.08,37  | 17        | i.u.             | i.u.             | Gick inte vidare | Gick inte vidare |
| Marlene Kahler | 800 m frisim   | 8.36,16  | 22        | i.u.             | i.u.             | Gick inte vidare | Gick inte vidare |
| Marlene Kahler | 1 500 m frisim | 16.20,05 | 19        | i.u.             | i.u.             | Gick inte vidare | Gick inte vidare |

## Skateboard
| Idrottare      | Gren            | Kval     | Kval      | Final            | Final            |
| Idrottare      | Gren            | Resultat | Placering | Resultat         | Placering        |
| -------------- | --------------- | -------- | --------- | ---------------- | ---------------- |
| Julia Brückler | Damernas street | 5,10     | 18        | Gick inte vidare | Gick inte vidare |

## Skytte
| Idrottare       | Gren                         | Kval  | Kval      | Final            | Final            |
| Idrottare       | Gren                         | Poäng | Placering | Poäng            | Placering        |
| --------------- | ---------------------------- | ----- | --------- | ---------------- | ---------------- |
| Martin Strempfl | Herrarnas 10 meter luftgevär | 627,0 | 13        | Gick inte vidare | Gick inte vidare |
| Sylvia Steiner  | Damernas 10 meter luftpistol | 573   | 15        | Gick inte vidare | Gick inte vidare |
| Sylvia Steiner  | Damernas 25 meter pistol     | 577   | 29        | Gick inte vidare | Gick inte vidare |

## Sportklättring
| Idrottare      | Gren              | Kval  | Kval      | Kval      | Kval      | Kval  | Kval | Kval      | Kval   | Kval      | Final | Final     | Final     | Final     | Final | Final | Final     | Final  | Final     |
| Idrottare      | Gren              | Speed | Speed     | Boulder   | Boulder   | Lead  | Lead | Lead      | Totalt | Placering | Speed | Speed     | Boulder   | Boulder   | Lead  | Lead  | Lead      | Totalt | Placering |
| Idrottare      | Gren              | Bästa | Placering | Resultat  | Placering | Grepp | Tid  | Placering | Totalt | Placering | Bästa | Placering | Resultat  | Placering | Grepp | Tid   | Placering | Totalt | Placering |
| -------------- | ----------------- | ----- | --------- | --------- | --------- | ----- | ---- | --------- | ------ | --------- | ----- | --------- | --------- | --------- | ----- | ----- | --------- | ------ | --------- |
| Jakob Schubert | Herrarnas tävling | 6,70  | 12        | 1T3z 2 13 | 7         | 412+  | 4.02 | 1         | 84,00  | 4 Q       | 6,76  | 7         | 1T3z 1 7  | 5         | Topp  | -     | 1         | 35     | 3         |
| Jessica Pilz   | Damernas tävling  | 8,51  | 11        | 1T3z 3 5  | 9         | 33+   | -    | 2         | 198,00 | 6 Q       | 8,43  | 6         | 0T2z 0 10 | 5         | 34+   | -     | 3         | 90     | 7         |

## Tennis
| Spelare                      | Gren       | Omgång 1                           | Omgång 2                       | Kvartsfinal       | Semifinal         | Final / BM        | Final / BM       |
| Spelare                      | Gren       | Motståndare Poäng                  | Motståndare Poäng              | Motståndare Poäng | Motståndare Poäng | Motståndare Poäng | Placering        |
| ---------------------------- | ---------- | ---------------------------------- | ------------------------------ | ----------------- | ----------------- | ----------------- | ---------------- |
| Oliver Marach Philipp Oswald | Herrdubbel | Millman / Saville (AUS) W 7–5, 6–2 | Cabal / Farah (COL) L 4–6, 1–6 | Gick inte vidare  | Gick inte vidare  | Gick inte vidare  | Gick inte vidare |

## Triathlon
| Idrottare     | Gren              | Simning (1,5 km) | T1              | Cykling (40 km) | T2              | Löpning (10 km) | Totaltid        | Placering       |
| ------------- | ----------------- | ---------------- | --------------- | --------------- | --------------- | --------------- | --------------- | --------------- |
| Alois Knabl   | Herrarnas tävling | 17.55            | 0.45            | Fullföljde inte | Fullföljde inte | Fullföljde inte | Fullföljde inte | Fullföljde inte |
| Lukas Hollaus | Herrarnas tävling | 18.38            | 0.40            | 57.38           | 0.29            | 31.34           | 1:48.59         | 34              |
| Julia Hauser  | Damernas tävling  | Fullföljde inte  | Fullföljde inte | Fullföljde inte | Fullföljde inte | Fullföljde inte | Fullföljde inte | Fullföljde inte |
| Lisa Perterer | Damernas tävling  | 20.03            | 0.42            | 1:06.14         | 0.35            | 35.26           | 2:03.00         | 27              |

## Tyngdlyftning
| Idrottare          | Gren              | Ryck     | Ryck      | Stöt     | Stöt      | Totalt | Placering |
| Idrottare          | Gren              | Resultat | Placering | Resultat | Placering | Totalt | Placering |
| ------------------ | ----------------- | -------- | --------- | -------- | --------- | ------ | --------- |
| Sargis Martirosjan | Herrarnas +109 kg | 180      | =5        | 201      | 12        | 381    | 10        |
| Sarah Fischer      | Damernas +87 kg   | 97       | 9         | 123      | 10        | 220    | 10        |